# Tecnoestructura

Lloc de la tecnoestructura dins els esquemes d'organització, segons Henry Mintzberg

La tecnoestructura és tot aquell grup de persones que prenen part en els processos de decisió d'una organització. El concepte fou enunciat per l'economista John Kenneth Galbraith al llibre El nou estat industrial (1967).
Galbraith argumenta que en l'empresa moderna, l'empresari individual com a tal ha perdut el poder de decisió. Per una banda s'ha separat la propietat de l'empresa de la gestió deixant aquesta una gerència professional. D'altra banda, la creixent complexitat dels nous processos productius i la creixent competència intercapitalista fa que la presa de qualsevol decisió requereixi cada cop més informació. Donat que és impossible que un sol individu poseeixi tots els coneixements que requereix una empresa moderna (des del disseny, la tria de materials i la producció del bé fins a la comercialització i les finances) això porta que l'empresa moderna acumuli tècnics amb coneixements específics sobre cada àrea i que participen en la presa de decisions.
Evidentment no tots els individus que conformen la tecnoestructura tenen el mateix grau de jerarquia ni de responsabilitat. No obstant això, Galbraith dona una gran importància, dins la tecnoestructura, als quadres tècnics per sobre de la gerència, ja que el coneixement específic que aquests aporten és difícilment reemplaçable i els atorga un gran poder sobre decisions importants mentre que els individus que componen la gerència no són imprescindibles i poden ser reemplaçats amb una major facilitat.
No s'ha de caure, però, en l'error de pensar que això només és vàlid per a productes d'alta tecnologia. Fins i tot productes senzills com el sabó, els detergents, els refrescos o els cereals exigeixen avui en dia grans programes de control de mercats, ja que la senzillesa i la uniformitat d'aquests productes exigeixen una important inversió en tècniques de recerca de mercats i diferenciació del producte.